# 贊諾內島

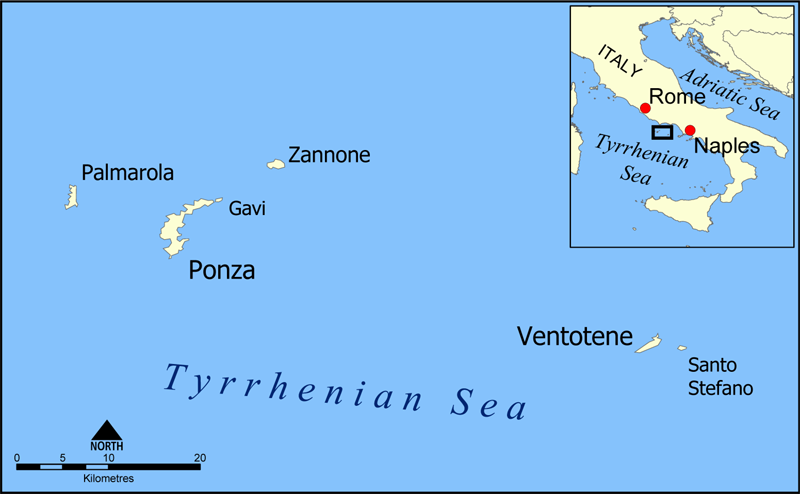

贊諾內島是意大利的島嶼，位於提雷尼亞海，屬於龐廷群島的一部分，長1.5公里、寬0.9公里，面積0.9平方公里，最高點海拔高度194米，是多種遷徙雀鳥的棲息地，島上無人居住。

## 外部連結
- Circeo National Park （页面存档备份，存于）

40°58′N 13°3′E / 40.967°N 13.050°E